# Merkin Ball
Merkin Ball är en EP släppt av Pearl Jam 1995. Den består av två låtar som blev över efter samarbetet med Neil Young på dennes skiva Mirror Ball.

## Låtlista
1. "I Got Id" (Vedder) – 4:53 (även känd som "I Got Shit")
2. "Long Road" (Vedder) – 5:59

## Medverkande
- Jeff Ament - bas på "Long Road"
- Jack Irons - trummor, percussion	Percussion, Drums
- Eddie Vedder - gitarr, sång
- Brendan O'Brien - bas på "I Got Id"
- Neil Young - gitarr, tramporgel